# مبادرة 3 في5
كانت 3 في 5 مبادرة من منظمة الصحة العالمية (WHO) لتوفير العلاج المضاد للفيروسات للمرضى بمرض نقص المناعة البشرية / الإيدز (HIV/AIDS) في الدول المنخفضة ومتوسطة الدخل. استمر البرنامج من ديسمبر2003 إلى ديسمبر 2005، يرمز اسم «3 في 5» للهدف من معالجة 3مليون شخص بحلول عام 2005.
إن مبادرة 3 في 5 تُعد كبداية للتوسع في العلاج المضاد للفيروسات المميتة ويتم أخذ هذا الاعتبار في تقييم المبادرة.